# Børglum Sogn
Børglum Sogn er et sogn i Hjørring Søndre Provsti (Aalborg Stift).
I 1800-tallet var Furreby Sogn anneks til Børglum Sogn. Begge sogne hørte til Børglum Herred i Hjørring Amt. Børglum-Furreby sognekommune blev ved kommunalreformen i 1970 indlemmet i Løkken-Vrå Kommune, der ved strukturreformen i 2007 indgik i Hjørring Kommune.
I Børglum Sogn ligger Børglum Klosterkirke fra 1200-tallet samt Børglum Kirke og Vittrup Kirke, begge fra 1937 (Vittrup Kirke hed i starten Børglum Vestre Kirke).
I sognet findes følgende autoriserede stednavne:
- Bredkær (bebyggelse)
- Børglum (bebyggelse, ejerlav)
- Børglum Kær (bebyggelse)
- Børglum Sønderhede (bebyggelse)
- Børglum kloster (ejerlav, landbrugsejendom)
- Bålhøj (areal)
- Esterbakke (areal)
- Grønnerup (bebyggelse, ejerlav)
- Hjortnæs Plantage (areal)
- Klostergrøften (vandareal)
- Klostermark (bebyggelse)
- Lyngby Torp (bebyggelse, ejerlav)
- Løt (bebyggelse)
- Mariegårde (bebyggelse, ejerlav)
- Skrolleshede (bebyggelse, ejerlav)
- Skøttrup (bebyggelse, ejerlav)
- Tidselbak (bebyggelse)
- Vester Fristrup (bebyggelse)
- Vittrup (bebyggelse, ejerlav)
- Vittrup Hede (bebyggelse)
- Øster Fristrup (bebyggelse)